# L'Esprit Nouveau
L'Esprit Nouveau ("O Espírito Novo", em português) é mais conhecido como o nome de uma revista francesa concebida e editada por Le Corbusier e Amédée Ozenfant e em 1921, com objetivo de renovar a arte e a arquitetura, de uma maneira toda própria. Em 1918, no entanto, o termo já era usado pelo poeta Guillaume Apollinaire em um manifesto chamado "O espírito novo e os poetas", sendo este um termo corrente e uma tendência geral das artes com relação às vanguardas da época, que esboçava uma revalorização do clássico em harmonia com o novo, buscando uma certa contenção e limite, conforme exposto no manifesto do poeta francês. Resulta do desejo de reconstrução gerado pela destruição em que a Europa se encontrava no pós-guerra. O Espírito novo, na poesia, bem como na arquitetura, marca um momento importante no surgimento de um novo modernismo menos Iconoclasta. No caso da arquitetura de Le Corbusier, ocorreu que ao se mudar para Paris se deparou com estilos diversos, de épocas diferentes. De todas estas influências, captou aquilo que considerava essencial e atemporal, gerando-se aí o Espírito Novo no trabalho arquitetural.

## A revista
Na revista foi publicado o manifesto do Purismo, tendência pós-cubista proposta por Le Corbusier e Ozenfant.
A revistaL'Esprit Nouveau continha em média 100 páginas e teve 28 números publicados entre 1920 e 1925. Seu conteúdo compunha-se de artigos, reproduções fotográficas e anúncios publicitários, constituindo um instrumento de exposição e difusão das estéticas da era mecanicista.
Em 1923, Le Corbusier retoma muitas teses já enunciadas na revista, em sua primeira obra teórica: Para uma nova Arquitetura, que lhe dá renome internacional.

fonte: BRIONY, Fer (et al). Realismo, Racionalismo, Surrealismo. São Paulo: Cosac&Naify, 1998, p.19-30